# Port Lorne
Port Lorne är en vik i Kanada.   Den ligger i provinsen Nova Scotia, i den sydöstra delen av landet, 800 km öster om huvudstaden Ottawa.
I omgivningarna runt Port Lorne växer i huvudsak blandskog. Runt Port Lorne är det glesbefolkat, med 10 invånare per kvadratkilometer.